# Nesquehoning, Pennsylvania
Nesquehoning, Pennsylvania (енгл. Nesquehoning) град је у америчкој савезној држави Пенсилванија.

## Демографија
По попису из 2010. године број становника је 3.349, што је 61 (1,9%) становника више него 2000. године.
| Група             | 2000.         | 2010.         |
| Белци             | 3.178 (96,7%) | 3.191 (95,3%) |
| Афроамериканци    | 21 (0,6%)     | 40 (1,2%)     |
| Азијати           | 14 (0,4%)     | 2 (0,1%)      |
| Хиспаноамериканци | 50 (1,5%)     | 80 (2,4%)     |
| Укупно            | 3.288         | 3.349         |